# لطفي الزعبي
لطفي الزعبي (1973- ) . إعلامي أردني من مواليد قرية جفين شمال الأردن. 

## حياته
حصل على شهادة الماجستير في الإعلام الرياضي من الجامعة الأردنية. وعمل كمذيع ومحرر في قناة العربية منذ العام 2003. ثم عمل في التلفزيون الأردني منذ العام 1988 وحتى 1998. التحق بقناة الجزيرة الفضائية منذ العام 1998 - وحتى 2003. وهو من أبرز مذيعي الرياضة على قناة العربية. 
متزوج من الإعلامية الأردنية سالي الأسعد ولديهم ثلاثة أبناء (ليث، كريم، عبد الرحمن)